# Häbbersvattnet (Hotagens socken, Jämtland, 712373-143702)
Häbbersvattnet är en sjö i Krokoms kommun i Jämtland och ingår i Ångermanälvens huvudavrinningsområde. Sjön har en area på 0,148 kvadratkilometer och ligger 716,7 meter över havet. Häbbersvattnet ligger i Gråberget-Hotagsfjällen Natura 2000-område.

## Delavrinningsområde
Häbbersvattnet ingår i det delavrinningsområde (712420-143713) som SMHI kallar för Utloppet av Häbbersvattnet. Medelhöjden är 733 meter över havet och ytan är 0,87 kvadratkilometer. Det finns inga avrinningsområden uppströms utan avrinningsområdet är högsta punkten. Vattendraget som avvattnar avrinningsområdet har biflödesordning 5, vilket innebär att vattnet flödar genom totalt 5 vattendrag innan det når havet efter 320 kilometer. Avrinningsområdet består mestadels av skog (71 procent) och sankmarker (12 procent). Avrinningsområdet har 0,15 kvadratkilometer vattenytor vilket ger det en sjöprocent på 17 procent.